# Bjarni Jónsson
Pour les articles homonymes, voir Jónsson.
Bjarni Jónsson (1920-2016) est un mathématicien islandais qui travaille dans les champs de la logique, l'algèbre universelle et de la théorie des treillis.

## Carrière
Il obtient son doctorat en 1946, sous la direction d'Alfred Tarski à l'université de Californie à Berkeley avec une thèse intitulée Direct decomposition of finite algebraic systems. Il est professeur à l'université Brown et à l'université du Minnesota à Minneapolis. Depuis 1966, il est professeur à l'université Vanderbilt. Depuis 1993, il est professeur émérite.
Différents concepts mathématiques sont nommés d'après lui, tels que la dualité Jónsson-Tarski, les algèbres de Jónsson (en) et les cardinaux de Jónsson (en).

## Prix et distinctions
En 1991, il est lauréat des Conférences Tarski. En 1974, il est conférencier invité au Congrès international des mathématiciens à Vancouver avec une conférence intitulée Varieties of algebras and their congruence varieties. En 2012, Jónsson est Fellow de l'American Mathematical Society.
Parmi ses doctorants figure Peter Fillmore.

## Publications
- Avec Tarski : Direct decomposition of finite algebraic systems, Notre Dame Lectures in Mathematics, 1947.
- Bjarni Jónsson, Topics in universal algebra, vol. 250, Berlin, New York, Springer-Verlag, coll. « Lecture Notes in Mathematics », 1972 (DOI 10.1007/BFb0058648, MR 0345895)

## Liens
- Ressources relatives à la recherche :   - Digital Bibliography & Library Project
  - Google Scholar
  - Mathematics Genealogy Project
- Notices d'autorité :   - VIAF
  - ISNI
  - IdRef
  - LCCN
  - GND
  - Pays-Bas
  - Pologne
  - Israël
  - NUKAT
  - Norvège
  - WorldCat
- page d'accueil de l'université Vanderbilt